# Marc Evans
Marc Evans (Cardiff, 1963) è un regista e sceneggiatore britannico.

## Filmografia parziale

### Cinema
- House of America (1997)
- Resurrection Man (1998)
- My Little Eye (2002)
- Trauma (2004)
- Snow Cake (2006)
- Patagonia (2010)
- Hunky Dory (2011)
- The Old Guard 2 (2025)

### Televisione
- Thicker Than Water (1993)
- Bliss (1995)
- Collision (2009)
- Doors Open (2012)

### Documentari
- Beautiful Mistake (2000)
- Dal: Yma/Nawr (2003)
- In Prison My Whole Life (2007)
- Jack to a King – The Swansea Story (2014)